# عامر بن مخلد
عامر بن مخلد بن الحارث الخزرجي الأنصاري صحابي جليل من قبيلة الخزرج من الأنصار شهد مع النبي محمد ﷺ غزوة بدر وغزوة أحد وقُتِل فيها شهيداً.